# Вовки та вівці: ме-е-е-га перетворення
«Вовки та вівці: ме-е-е-га перетворення» (рос. Волки и овцы: бе-е-е-зумное превращение) — російський анімаційний пригодницько-комедійний фільм студії Wizart Animation 2016 року. Фільм розповідає про вовка Сірого, якій випадково перетворюється в барана.
Фільм вперше вийшов у прокат у Росії 28 квітня 2016. Прем'єра стрічки в Україні відбулась 28 квітня 2016 року.

## У ролях
- Олександр Петров — Сірий
- Єлизавета Боярська — Б'янка
- Сергій Безруков — Магра
- Катерина «IOWA» Іванчикова — Ліра
- Юрій Гальцев — Зіко

## Український дубляж
- Андрій Федінчик — Сірий
- Юлія Перенчук — Б'янка
- Катерина Брайковська — Ліра
- Андрій Альохін — Магра

Фільм дубльовано студією «AAA-Sound» на замовлення кінокомпанії «Галеон Кіно» у 2016 році.

## Виробництво
Робота над фільмом тривала 5 років і включала співпрацю з кінокомпаніями з різних країн як то Індія, Нова Зеландія та США. Анімація у фільмі була створена під англомовне озвучення фільму, аби полегшити прокат стрічки закордоном.